# ذا هيلز (تكساس)
ذا هيلز (بالإنجليزية: The Hills, Texas)‏ هي قرية (الولايات المتحدة الأمريكية) تقع في الولايات المتحدة في مقاطعة ترافيز (تكساس). يقدر عدد سكانها بـ 1,492 نسمة ومساحتها 2.8 كم2 وترتفع عن سطح البحر 249 متر.

## التركيبة السكانية
حدّد مكتب تعداد الولايات المتحدة بيانات التركيبة السكانية لذا هيلز في تعداد الولايات المتحدة. في ما يلي، التركيبة السكانية حسب تعدادي 2000 و2010.

### تعداد عام 2000
بلغ عدد سكان ذا هيلز 1,492 نسمة بحسب تعداد عام 2000، وبلغ عدد الأسر 585 أسرة وعدد العائلات 503 عائلة مقيمة في القرية. في حين سجلت الكثافة السكانية 536.7 نسمة لكل كيلومتر مربع (1,390.0/ميل2). وبلغ عدد الوحدات السكنية 657 وحدة بمتوسط كثافة قدره 236.3 لكل كيلومتر مربع (612.0/ميل2).
وتوزع التركيب العرقي للقرية بنسبة 97.18% من البيض و1.21% من الأمريكيين الأفارقة و0.34% من الأمريكيين الأصليين و0.67% من الأمريكيين ذوي الأصول الآسيوية و0.13% من الأعراق الأخرى و0.47% من عرقين مختلطين أو أكثر و2.21% من الهسبانيون أو اللاتينيون من أي عرق.
بلغ عدد الأسر 585 أسرة كانت نسبة 31.5% منها لديها أطفال تحت سن الثامنة عشر تعيش معهم، وبلغت نسبة الأزواج القاطنين مع بعضهم البعض 82.1% من أصل المجموع الكلي للأسر، ونسبة 2.1% من الأسر كان لديها معيلات من الإناث دون وجود شريك،  بينما كانت نسبة 1.9% من الأسر لديها معيلون من الذكور دون وجود شريكة وكانت نسبة 14% من غير العائلات. تألفت نسبة 12.6% من أصل جميع الأسر من عدة أفراد يعيشون في نفس المنزل ونسبة 5.8% كانت تتألف من شخص يعيش بمفرده يبلغ من العمر 65 عاماً أو أكثر. وبلغ متوسط حجم الأسرة المعيشية 2.55، أما متوسط حجم العائلات فبلغ 2.77.
بلغ العمر الوسطي للسكان 46.3 عاماً. وكانت نسبة 22.7% من القاطنين تحت سن الثامنة عشر، وكانت نسبة 3.2% بين الثامنة عشر والرابعة والعشرين عاماً، ونسبة 22.5% كانت واقعةً في الفئة العمرية ما بين الخامسة والعشرين والرابعة والأربعين عاماً، ونسبة 33% كانت ما بين الخامسة والأربعين والرابعة والستين، ونسبة 18.6% كانت ضمن فئة الخامسة والستين عاماً فما فوق. يوجد لكل 100 أنثى 100.5 ذكر، ويوجد لكل 100 أنثى في الثامنة عشر من عمرها فما فوق 97.6 ذكر.
بلغ متوسط دخل الأسرة في القرية 114,861 دولارًا، أما متوسط دخل العائلة فبلغ 126,252 دولارًا. وكان متوسط دخل الذكور 100,001 دولارًا مقابل 41,964 دولارًا للإناث. وسجل دخل الفرد الخاص بالقرية 61,363 دولارًا. وكانت نسبة 2.8% من العائلات ونسبة 2.7% من السكان تحت خط الفقر، وكان من هؤلاء نسبة 3.4% تحت سن الثامنة عشر ونسبة 2.5% في الخامسة والستين من العمر وما فوق.

### تعداد عام 2010
بلغ عدد سكان ذا هيلز 2,472 نسمة بحسب تعداد عام 2010، وبلغ عدد الأسر 953 أسرة وعدد العائلات 816 عائلة مقيمة في القرية. في حين سجلت الكثافة السكانية 889.2 نسمة لكل كيلومتر مربع (2,303.0/ميل2). وبلغ عدد الوحدات السكنية 1,027 وحدة بمتوسط كثافة قدره 369.4 لكل كيلومتر مربع (956.7/ميل2).
وتوزع التركيب العرقي للقرية بنسبة 94.05% من البيض و1.50% من الأمريكيين الأفارقة و0.77% من الأمريكيين الأصليين و2.10% من الأمريكيين ذوي الأصول الآسيوية و0.65% من الأعراق الأخرى و0.93% من عرقين مختلطين أو أكثر و6.39% من الهسبانيون أو اللاتينيون من أي عرق.
بلغ عدد الأسر 953 أسرة كانت نسبة 33.8% منها لديها أطفال تحت سن الثامنة عشر تعيش معهم، وبلغت نسبة الأزواج القاطنين مع بعضهم البعض 78.8% من أصل المجموع الكلي للأسر، ونسبة 4.5% من الأسر كان لديها معيلات من الإناث دون وجود شريك،  بينما كانت نسبة 2.3% من الأسر لديها معيلون من الذكور دون وجود شريكة وكانت نسبة 14.4% من غير العائلات. تألفت نسبة 12.9% من أصل جميع الأسر من عدة أفراد يعيشون في نفس المنزل ونسبة 6.4% كانت تتألف من شخص يعيش بمفرده يبلغ من العمر 65 عاماً أو أكثر. وبلغ متوسط حجم الأسرة المعيشية 2.59، أما متوسط حجم العائلات فبلغ 2.82.
بلغ العمر الوسطي للسكان 48.2 عاماً. وكانت نسبة 23.9% من القاطنين تحت سن الثامنة عشر، وكانت نسبة 3.6% بين الثامنة عشر والرابعة والعشرين عاماً، ونسبة 16.5% كانت واقعةً في الفئة العمرية ما بين الخامسة والعشرين والرابعة والأربعين عاماً، ونسبة 35.6% كانت ما بين الخامسة والأربعين والرابعة والستين، ونسبة 20.3% كانت ضمن فئة الخامسة والستين عاماً فما فوق. وتوزع التركيب الجنسي للسكان بنسبة 48.7% ذكور و51.3% إناث.